# Marks & Spencer
Marks & Spencer (M&S, «Маркс и Спе́нсер») — британская компания в сфере розничной торговли, в основном специализируется на продаже продуктов питания и одежды. Штаб-квартира расположена в Лондоне.

## История
Компанию основал Майкл Маркс — еврейский эмигрант из города Слоним (ныне территория Беларуси). В 1884 году Маркс начал торговлю на базаре в Лидсе; его прилавок назывался Marks’ Penny Bazaar, он продавал мелкие бытовые товары по одному пенсу. Вскоре Маркс познакомился с Томасом Спенсером, который работал бухгалтером в компании Dewhirst (оптовая торговля тканями). В 1894 году Маркс и Спенсер основали в Манчестере свою компанию, которую назвали Marks and Spencer. Компания открывала прилавки на базарах в разных городах Англии, в частности, в 1899 году в Лондоне. В 1897 году в Манчестере был открыт склад компании, в 1904 году в Лидсе начал работу первый магазин.
В 1905 году умер Спенсер, а в 1907 году — Майкл Маркс. Бизнес перешёл к душеприказчику Маркса Уильяму Чепмену. Долю в компании имел сын Маркса Саймон, в 1916 году он стал единоличным главой Marks & Spencer. К этому времени у компании было 145 магазинов (из них 56 в Лондоне), их общий оборот превышал 400 тыс. фунтов стерлингов. В 1915 году партнёром в компании стал Исраэль Моузес Сьефф (Israel Moses Sieff); позже семьи Маркс и Сьефф породнились. В 1924 году штаб-квартира была перенесена в Лондон. В 1926 году компания стала публичной. В 1928 году была зарегистрирована собственная торговая марка St Michael. В 1939 году оборот Marks & Spencer составлял 23,45 млн фунтов стерлингов, у компании было 234 магазина и более 17 тыс. сотрудников; наиболее крупные магазины имели до 20 отделов, продававших одежду, обувь, грампластинки, игрушки, посуду, постельное бельё и другие товары для дома, а также продукты. В 1940 году была создана экспортная дочерняя компания Marks and Spencer Export Corporation.
Вторая половина XX века стала для компании периодом быстрого роста: в 1954 году оборот составлял 95 млн £, в 1960 году — 148 млн £, в 1973 году — 496 млн £, в 1984 году — 2,9 млрд £. В 1972 году в Канаде был открыт первый зарубежный магазин, во Франции первый магазин появился в 1975 году. Marks & Spencer не занималась производством товаров, но тесно сотрудничала с производителями, в первую очередь британскими, а также израильскими и из других стран. У компании были собственные лаборатории для контроля качества и разработки новых товаров. После смерти Саймона Маркса в 1964 году председателем компании стал Исраэль Сьефф, с 1967 по 1972 год председателем был Джозеф Эдвард Сьефф (Joseph Edward Sieff, брат Исраэля), с 1972 по 1982 год — Маркус Сьефф (Marcus Sieff, сын Исраэля); Дэвид Сьефф (сын Маркуса) входил в совет директоров компании до 2001 года.
В 1985 году было создано подразделение финансовых услуг; первым продуктом стала карта магазина Marks & Spencer Chargecard, вскоре были добавлены выдача кредитов и инвестиционные планы, в 1995 году компания начала заниматься страхованием жизни. В 1986 году магазины компании начали продажу мебели. В 1988 году были открыты первые магазины Marks & Spencer в Гонконге, а также куплены две торговые сети в США: Kings Food Markets (продукты) и Brooks Brothers (мужская одежда). В 1990-х годах появились франчайзинговые магазины M&S в Австрии, Венгрии, Греции, Дании, Малайзии, Португалии, Таиланде, Турции и Чехии. Оборот компании за 1997 год составил 7,84 млрд фунтов стерлингов, из них на зарубежные продажи прошлось 17 %. В 2001 году сеть Brooks Brothers была продана.
В 2004 году подразделение финансовых услуг M&S Bank было продано корпорации HSBC за 570 млн фунтов стерлингов; по условиям сделки, Marks & Spencer продалжает получать долю от прибыли M&S Bank. В 2006 году была продана американская сеть Kings Food Markets.
В 2019 году было создано совместное предприятие Ocado Retail с британской интернет-компанией Ocado; оно занимается продажей продуктов через интернет, в 2023 году оборот составил 2,4 млрд фунтов стерлингов.
К 2022 году Marks & Spencer планировала закрыть более 100 магазинов. На 2018 год работало более 1300 магазинов Marks & Spencer по всему миру. В России по состоянию на 2020 год было 48 магазинов. В марте 2022 года Marks & Spencer приостановил поставки в Россию из-за санкций.

## Собственники и руководство
Акции компании котируются на Лондонской фондовой бирже. Крупными держателями акций по состоянию на 2025 год были Threadneedle Asset Management Ltd. (4,89 %), RWC Asset Management LLP (4,88 %), Schroder Investment Management Ltd. (4,63 %), The Vanguard Group (3,66 %), BlackRock Investment Management (UK) Ltd. (2,92 %).
- Арчибальд Норман (Archibald Norman, род. 1 мая 1954 года) — председатель совета директоров с сентября 2017 года. Начинал карьеру в McKinsey & Company, с 1991 по 1999 год возглавлял сеть супермаркетов Asda, затем был председателем телекоммуникационной компании Energis[англ.], британского офиса банковской группы Lazard, телекомпании ITV (2009—2016). С 1996 по 2005 год был членом британского парламента от Консервативной партии. В 2002 году стал сооснователем аналитического центра Policy Exchange[англ.].
- Стюарт Мачин (Stuart Machin, род. в 1970 году) — генеральный директор с мая 2022 года, в компании с 2018 года. Ранее работал в различных розничных сетях Великобритании и Австралии.

## Деятельность
В 2024 году у компании Marks & Spencer было более 1 тыс. магазинов в Великобритании и 430 в других странах. По популярности Marks & Spencer занимала 1-е место в Великобритании среди универмагов и хозяйственных магазинов и 5-е среди сетей по торговле продуктами питания.
Подразделения компании по состоянию на 2023/24 финансовый год:
- UK Food — продажа продуктов питания в Великобритании; 62 % выручки;
- UK Clothing & Home — продажа одежды и товаров для дома; 30 % выручки;
- International — международная деятельность; 8 % выручки;
- Ocado Retail — 50-процентная доля в продуктовом интернет-магазине Ocado.com; операционный убыток 37,3 млн ф. ст.;
- M&S Bank and other — банковские услуги и другая деятельность; операционная прибыль 2,2 млн ф. ст.

В списке крупнейших публичных компаний мира Forbes Global 2000 за 2024 год Marks and Spencer заняла 1734-е место.